# Österreichische Alpine Skimeisterschaften 1984
Die Österreichischen Alpinen Skimeisterschaften 1984 fanden vom 22. bis zum 25. Februar im Bezirk Kitzbühel statt. Die Abfahrten wurden in Oberndorf ausgetragen, die Riesenslaloms in Kirchberg und die Slaloms in Jochberg.

## Herren

### Abfahrt
| Platz | Name                   | Zeit        |
| ----- | ---------------------- | ----------- |
| 01    | Helmut Höflehner       | 1:54,76 min |
| 02    | Erwin Resch            | 1:55,91 min |
| 03    | Harti Weirather        | 1:56,03 min |
| 04    | Peter Wirnsberger      | 1:56,59 min |
| 05    | Gerhard Pfaffenbichler | 1:56,69 min |
| 06    | Christian Sölle        | 1:57,17 min |
| 07    | Franz Klammer          | 1:57,60 min |
| 08    | Rudolf Stocker         | 1:57,62 min |
| 09    | Guido Hinterseer       | 1:58,16 min |
| 10    | Manfred Walch          | 1:58,43 min |

Datum: 22. Februar 1984

Ort: Oberndorf

Piste: Penzing

### Riesenslalom
| Platz | Name                 | Zeit        |
| ----- | -------------------- | ----------- |
| 01    | Franz Gruber         | 3:01,41 min |
| 02    | Hans Enn             | 3:01,45 min |
| 03    | Konrad Walk          | 3:01,69 min |
| 04    | Ernst Riedlsperger   | 3:02,36 min |
| 05    | Thomas Stangassinger | 3:02,52 min |
| 06    | Joachim Buchner      | 3:02,87 min |
| 07    | Leonhard Stock       | 3:03,65 min |
| 08    | Günther Mader        | 3:04,02 min |
| 09    | Wopfner              | 3:04,27 min |
| 10    | Hubert Strolz        | 3:04,56 min |

Datum: 24. Februar 1984

Ort: Kirchberg

### Slalom
| Platz | Name                | Zeit        |
| ----- | ------------------- | ----------- |
| 01    | Bernhard Gstrein    | 1:46,58 min |
| 02    | Dietmar Köhlbichler | 1:47,00 min |
| 03    | Robert Zoller       | 1:47,72 min |
| 04    | Christian Orlainsky | 1:48,47 min |
| 05    | Hannes Spiss        | 1:48,75 min |
| 06    | Mathias Berthold    | 1:48,84 min |
| 07    | Hans Enn            | 1:49,21 min |
| 08    | Ernst Riedlsperger  | 1:50,33 min |
| 09    | Günther Mader       | 1:50,49 min |
| 10    | Guido Hinterseer    | 1:50,54 min |

Datum: 25. Februar 1984

Ort: Jochberg

### Kombination
Die Kombination setzt sich aus den Ergebnissen von Slalom, Riesenslalom und Abfahrt zusammen.
| Platz | Name               |
| ----- | ------------------ |
| 1     | Bernhard Gstrein   |
| 2     | Ernst Riedlsperger |
| 3     | Joachim Buchner    |

## Damen

### Abfahrt
| Platz | Name               | Zeit        |
| ----- | ------------------ | ----------- |
| 01    | Lea Sölkner        | 1:14,37 min |
| 02    | Elisabeth Kirchler | 1:14,57 min |
| 03    | Sieglinde Winkler  | 1:14,92 min |
| 04    | Sylvia Eder        | 1:14,96 min |
| 05    | Christine Zangerl  | 1:15,11 min |
| 06    | Gudrun Arnitz      | 1:15,18 min |
| 07    | Veronika Wallinger | 1:15,24 min |
| 08    | Claudia Wernig     | 1:15,42 min |
| 09    | Sigrid Wolf        | 1:15,57 min |
| 10    | Astrid Geisler     | 1:16,58 min |

Datum: 22. Februar 1984

Ort: Oberndorf

Piste: Penzing

### Riesenslalom
| Platz | Name              | Zeit        |
| ----- | ----------------- | ----------- |
| 01    | Claudia Riedl     | 2:36,59 min |
| 02    | Anni Kronbichler  | 2:36,93 min |
| 03    | Sieglinde Winkler | 2:37,12 min |
| 04    | Anita Braunegger  | 2:37,54 min |
| 05    | Manuela Rüf       | 2:37,93 min |
| 06    | Roswitha Steiner  | 2:38,73 min |
| 07    | Karin Buder       | 2:39,11 min |
| 08    | Sylvia Eder       | 2:39,25 min |
| 09    | E. Vitzthum       | 2:39,31 min |
| 10    | Claudia Wernig    | 2:39,44 min |

Datum: 23. Februar 1984

Ort: Kirchberg

### Slalom
| Platz | Name              | Zeit        |
| ----- | ----------------- | ----------- |
| 01    | Roswitha Steiner  | 1:34,43 min |
| 02    | Ida Ladstätter    | 1:35,21 min |
| 03    | Karin Buder       | 1:35,42 min |
| 04    | Lea Sölkner       | 1:35,69 min |
| 05    | Rosi Aschenwald   | 1:36,31 min |
| 06    | Manuela Rüf       | 1:36,73 min |
| 07    | Michaela Glück    | 1:37,68 min |
| 08    | Susanne Buchbauer | 1:38,45 min |
| 09    | Sieglinde Winkler | 1:38,67 min |
| 10    | Rosemarie Dreier  | 1:39,10 min |

Datum: 24. Februar 1984

Ort: Jochberg

### Kombination
Die Kombination setzt sich aus den Ergebnissen von Slalom, Riesenslalom und Abfahrt zusammen.
| Platz | Name              |
| ----- | ----------------- |
| 1     | Sieglinde Winkler |
| 2     | Sylvia Eder       |
| 3     | Anita Braunegger  |